# Damián Ortega
Damián Ortega (Ciudad de México, 1967) es un artista mexicano. Es conocido por sus instalaciones como Cosmic Thing, así como por sus fotografías y obras cinematográficas. Ortega ha vivido desde 2006 entre Berlín y México y hoy en día presenta sus instalaciones a nivel internacional.
En México es representado por la galería Kurimanzutto.

## Vida y primeros años
Damián Ortega nació en una familia de intelectuales y artistas. Su madre es profesora en un colegio de primaria y su padre es actor en el teatro universitario. Durante sus primeros años fue a colegios cuyos métodos pedagógicos se basaban en talleres en grupo experimentales. Su carrera artística comenzó como caricaturista político tras interrumpir sus estudios de secundaria a los 16 años.

## Obra y trayectoria profesional

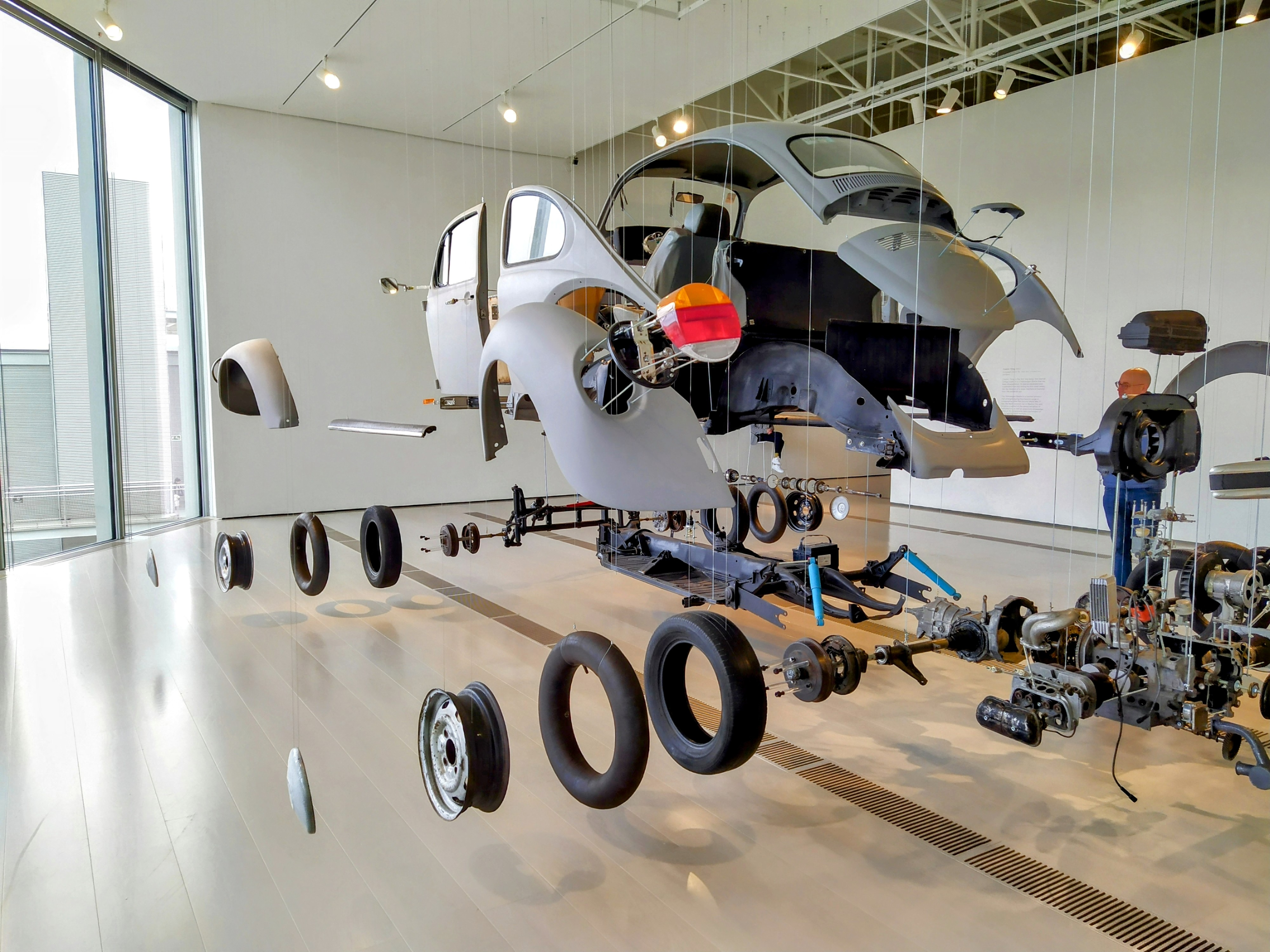
Cosmic Thing (2012), en una exposición temporal del Centro Botín (España). Su obra es un Volkswagen Escarabajo desmontado y colgado por sus piezas, como un esqueleto de un mamífero mecánico. Era el coche más común en Ciudad de México y simbolizaba la democratización del consumo y el conocimiento popular, ya que sus componentes eran intercambiados en mercados de desguaces ilegales.

Influido por el trabajo intensamente politizado de muralistas de la década de 1920 como Diego Rivera y David Alfaro Siqueiros, comenzó a trabajar como dibujante satírico para diferentes revistas y periódicos mexicanos, como La Jornada. Paralelamente comenzó con sus primeras obras artísticas mediante la creación de esculturas, instalaciones y vídeos y participando en el ‘taller de los viernes’ de Gabriel Orozco.
Todas las obras y acciones de Ortega se inspiran en una amplia gama de objetos cotidianos, desde hachas hasta ladrillos o papeleras y tortillas, todos ellos sometidos a lo que se ha descrito como el característico "travieso proceso de la transformación y la disfunción" de Ortega.
Su carrera internacional comenzó alrededor de 1998, con sus primeras exposiciones individuales y colectivas. Expuso sus obras en 2002 en el Instituto de Arte Contemporáneo de Filadelfia y el mismo año presentó su obra The Cosmic Thing en la 50.ª Bienal de Venecia,  que supuso su reconocimiento internacional. El resultado era a la vez un diagrama y un objeto fragmentado que ofreció una nueva forma de ver el "coche del pueblo" desarrollado por primera vez en la Alemania nazi, pero que en esos años era producido en masa en su natal México, y convirtió un objeto mundano en arte suspendiéndolo desde el techo a piezas.
Numerosas exposiciones siguieron a esta, destacando las siguientes:
- Damián Ortega, Kunsthalle de Basilea (2004)
- The Beetle Trilogy and other Works, Museo de Arte Contemporáneo de Los Ángeles (2005)
- Damián Ortega: The Uncertainty Principle. Untitled Project Series, Tate Modern Gallery en Londres (2005)
- Damián Ortega Casino, Hangar Bicocca, Milán (2015)
- El cohete y el abismo, Palacio de Cristal, Museo Reina Sofía, Madrid[5] (2016)

Entre los años 2006 y 2007, Ortega fue becario del Servicio Alemán de Intercambio Académico, y presentó su obra Controlador del Universo ln la DAAD-Galerie en 2007. La obra consiste en una nube flotante que simula una explosión de herramientas viejas que el artista compró en el mercadillo de Berlín. Por esta obra fue nominado ese año al Preis Der Nationalgalerie für Junge Kunst.

## Exposiciones

### Exposiciones individuales destacadas
- Damián Ortega, Kunsthalle Basel, Suiza (2004).[8]
- The Beetle Trilogy and Other Works, Museo de Arte Contemporáneo de Los Ángeles, Estados Unidos (2005).[9]
- The Uncertainty Principle, Tate Modern, Londres (2005).[10]
- Casino, Hangar Bicocca, Milán (2015).[11]
- El cohete y el abismo, Palacio de Cristal del Retiro, Museo Reina Sofía, Madrid (2016).[12]

### Exposiciones colectivas destacadas
- 50.ª Bienal de Venecia, Italia (2003).[13]
- Documenta 13, Kassel, Alemania (2012).[14]
- Bienal de São Paulo, Brasil (2006).[15]
- Escultura Social: A New Generation of Art from Mexico City, Museum of Contemporary Art, Chicago, Estados Unidos (2007).[16]
- Mexico City: An Exhibition About the Exchange Rates of Bodies and Values, P.S.1 Contemporary Art Center, Nueva York (2002).[17]

## Premios, becas y reconocimientos
- DAAD – Artists-in-Berlin Program, residencia artística, Berlín (2006–2007).[18]
- Nominado, Hugo Boss Prize (finalista), Fundación Solomon R. Guggenheim (2006).[19]
- Nominado, Preis der Nationalgalerie für junge Kunst (2007).[20]
- **Smithsonian Artist Research Fellowship**, Smithsonian Institution (2014).[21]
- **Ezratti Family Prize for Sculpture**, Institute of Contemporary Art, Miami (galardón inaugural, 2019).[22]
- **Zurich Art Prize**, Museum Haus Konstruktiv, Zúrich (2023).[23]